# جوناثان هوكينز
جوناثان هوكينز (بالإنجليزية: Jonathan Hawkins)‏ هو لاعب شطرنج بريطاني، ولد في 1 مايو 1983 في كونست ‏ في المملكة المتحدة.

## وصلات خارجية
- جوناثان هوكينز على موقع الاتحاد الدولي للشطرنج (الإنجليزية)
- جوناثان هوكينز على موقع مباريات الشطرنج (الإنجليزية)
- جوناثان هوكينز على موقع 365Chess.com (الإنجليزية)
- جوناثان هوكينز على موقع Chesstempo.com (الإنجليزية)